# Gerd Frick (Leichtathlet)

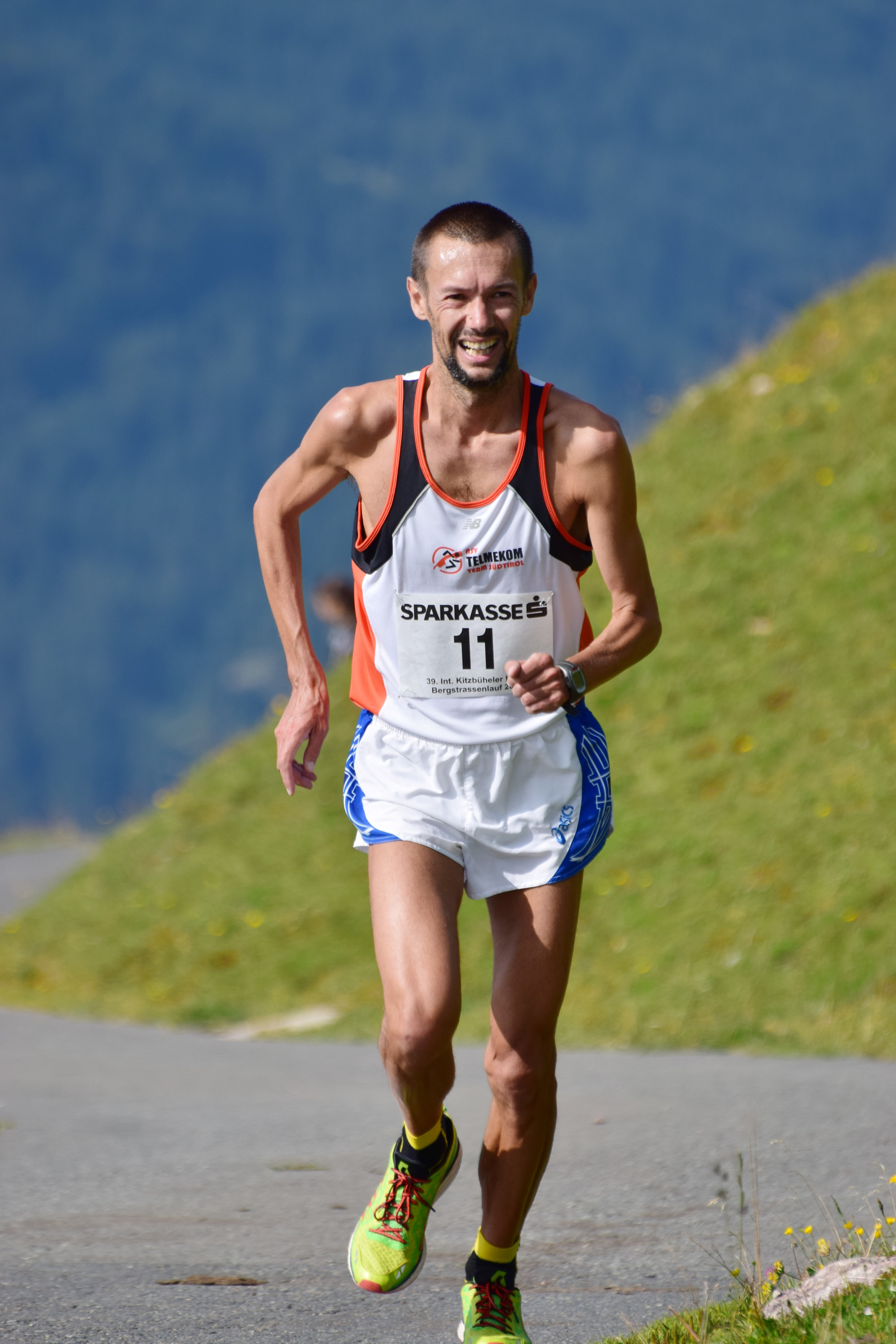
Gerd Frick (2017)

Gerd Frick (* 1974) ist ein italienischer Langstreckenläufer, der sich auf Bergläufe spezialisiert hat.

## Werdegang
Von 2003 bis 2006 gewann Gerd Frick viermal in Folge den Montafon-Arlberg-Marathon. 2007 wurde er Zweiter beim Zermatt-Marathon und Dritter bei der im Rahmen des Jungfrau-Marathons ausgetragenen World Long Distance Mountain Running Challenge.
2008 siegte er beim Zermatt-Marathon und wurde wie schon 2004 Zweiter beim Wolfgangseelauf. Im Jahr darauf wurde er Siebter beim Reggio-Emilia-Marathon. 2010 wurde er Zweiter beim Zermatt-Marathon, kam bei den Berglauf-Weltmeisterschaften 2010 auf den 35. Platz und wurde Vierter beim Jungfrau-Marathon.
Gerd Frick startet für den Südtiroler Verein ASV Telmekom Team.

## Persönliche Bestzeiten
- 10.000 m: 30:40,06 min, 11. Mai 2002, Wien
- Halbmarathon: 1:05:29 h, 20. Oktober 2002, Stinatz
- Marathon: 2:23:18 h, 13. Dezember 2009, Reggio nell’Emilia